# Serbiens Fußballer des Jahres
Serbiens Fußballer des Jahres ist eine Auszeichnung, die der serbische Fußballverband Fudbalski savez Srbije jährlich dem besten Fußballer des Landes verleiht. Im Volksmund wird sie auch "Goldener Ball" (Zlatna lopta) genannt. Erstmals wurde der Preis 2005 durch den damaligen Fußballverband von Serbien und Montenegro verliehen. Neben dem besten Spieler werden jeweils auch der beste Trainer und seit 2019 auch die beste Fußballerin Serbiens gekürt.

## Gewinner

### Fußballer des Jahres
| Jahr | Bester Fußballer    | Verein            |
| ---- | ------------------- | ----------------- |
| 2005 | Nemanja Vidić       | Spartak Moskau    |
| 2006 | Dejan Stanković     | Inter Mailand     |
| 2007 | Nikola Žigić        | Racing Santander  |
| 2008 | Nemanja Vidić       | Manchester United |
| 2009 | Miloš Krasić        | CSKA Moskau       |
| 2010 | Dejan Stanković     | Inter Mailand     |
| 2011 | Aleksandar Kolarov  | Manchester City   |
| 2012 | Branislav Ivanović  | FC Chelsea        |
| 2013 | Branislav Ivanović  | FC Chelsea        |
| 2014 | Nemanja Matić       | Benfica Lissabon  |
| 2015 | Nemanja Matić       | FC Chelsea        |
| 2016 | Dušan Tadić         | FC Southampton    |
| 2017 | Vladimir Stojković  | Nottingham Forest |
| 2018 | Aleksandar Mitrović | FC Fulham         |
| 2019 | Dušan Tadić         | Ajax Amsterdam    |

### Fußballerin des Jahres
| Jahr | Beste Fußballerin | Verein           |
| ---- | ----------------- | ---------------- |
| 2019 | Violeta Slović    | Spartak Subotica |

### Trainer des Jahres
| Jahr | Bester Trainer     | Verein / Nationalteam      |
| ---- | ------------------ | -------------------------- |
| 2005 | Ilija Petković     | Serbien und Montenegro     |
| 2006 | Ljubiša Tumbaković | Shandong Luneng Taishan    |
| 2007 | Miroslav Đukić     | Partizan Belgrad & Serbien |
| 2008 | Slaviša Jokanović  | Partizan Belgrad           |
| 2009 | Radomir Antić      | Serbien                    |
| 2010 | Milovan Rajevac    | al-Ahli & Ghana            |
| 2011 | Ivan Jovanović     | APOEL Nikosia              |
| 2012 | Dragomir Okuka     | Jiangsu Suning             |
| 2013 | Ljubinko Drulović  | Serbien U19                |
| 2014 | Radovan Ćurčić     | Serbien U21                |
| 2015 | Veljko Paunović    | Serbien U20                |
| 2016 | Dragan Stojković   | Guangzhou Evergrande       |
| 2017 | Vladan Milojević   | Roter Stern Belgrad        |
| 2018 | Vladan Milojević   | Roter Stern Belgrad        |
| 2019 | Siniša Mihajlović  | FC Bologna                 |